# チャン・ヘジン
チャン・ヘジン（朝: 장 혜진、1975年9月5日 - ）は、韓国の女優。釜山広域市出身。IOKカンパニー所属。韓国芸術総合学校演技科卒業（第1期生）。

## 出演

### 映画
- クリスマスに雪が降れば（朝鮮語版）（1998年） - 秘書 役
- シークレット・サンシャイン（2007年） - パク・ミョンスク 役
- マリンボーイ（朝鮮語版）（2009年） - 出国審査員 役
- ポエトリー アグネスの詩（2010年） - カン老人の次男の嫁 役
- 愛を語る（朝鮮語版）（2012年） - スジ 役
- わたしたち（2016年）  - 母親 役
- ヨンスン（朝鮮語版）（2016年） - 焼肉屋のおばさん 役 ※友情出演
- あなたの頼み（朝鮮語版）（2017年） - ジョンヒ 役
- 大人図鑑（朝鮮語版）（2018年） - ジョンヒの弟の妻 役
- ヨンジュ（朝鮮語版）（2018年） - 叔母 役
- パラサイト 半地下の家族（2019年） - キム・チュンスク 役
- 我が家（2019年） - ソンの母親 役
- あなただって私だって（朝鮮語版）（2019年） - 主演：ミジョン 役
- ソウルメイト（2023年） - ハウンの母親 役

### テレビドラマ
- これは実話だ（朝鮮語版）（2014年、TV朝鮮） - 母親を精神病院に閉じ込める娘 役
- 椿の花咲く頃（2019年、KBS） - パク・ヨンシム 役
- 愛の不時着（2019年 - 2020年、tvN） - コ・ミョンウン 役
- 半分の半分（2020年、tvN） - ソウの母 役
- パンドラの世界（2020年、tvN） - チェ・ヘスク 役
- 女神降臨（2020年-2021年、tvN） - ホン・ヒョンスク 役
- 賢い医師生活2（2021年、tvN）- ミナの母 役
- 赤い袖先（2021年、MBC）- ソ尚宮 役
- グリーン・マザーズ・クラブ（2022年、JTBC） - キム・ヨンミ 役
- ルール通りに愛して！（2022年、KBS2） - キム・チョンデク 役
- ドクタースランプ（2024年、JTBC） - コン・ウォルソン 役
- ジョンニョン: スター誕生（2024年、tvN） - ハン・ギジュ 役
- おつかれさま（2025年、Netflix）- パク・ヨンラン役

### 舞台

#### 演劇
- 特別な客（原題：특별한 손님）
- イエスと共に夕食を（原題：예수와 함께한 저녁식사）
- トンチミ（原題：동치미）

#### ミュージカル
- 十二夜

### 広告
- エドウィル
- コカ・コーラ

## 受賞歴
- シアトル映画批評家協会 - 最優秀アンサンブル賞（2019年、『パラサイト 半地下の家族』）
- 第26回全米映画俳優組合賞 - 映画部門 最優秀キャスト賞（2020年、『パラサイト 半地下の家族』）[2]